# Second Bite of the Apple
Second Bite of the Apple è una canzone del gruppo musicale rock inglese Beady Eye. È il primo vero e proprio singolo del secondo album BE, ed è stato pubblicato il 29 aprile 2013 con la b-side Dreaming of Some Space.

## Tracce
Testi e musiche di Liam Gallagher, Gem Archer e Andy Bell.
1. Second Bite of the Apple – 3:30
2. Dreaming of Some Space – 1:53

## Video
Il video del singolo è stato pubblicato il 20 maggio 2013 sul canale VEVO dei Beady Eye. Ricorda molto il video musicale del singolo Four Letter Word, soprattutto dagli effetti psichedelici. Nel video compare per la prima volta il nuovo bassista Jay Mehler.

## Curiosità
La b-side Dreaming of Some Space, secondo varie scoperte, si tratta della versione al contrario del brano Start Anew. Quest'ultimo sarà l'ultima traccia dell'album BE.